# كامباجني ليه واردريسكويس
كامباجني ليه واردريسكويس (بالفرنسية: Campagne-lès-Wardrecques)‏ هي بلدية تقع في إقليم باد كاليه من منطقة نور با دو كاليه في شمال فرنسا. تبلغ مساحة هذه المدينة 4.69 (كم²)، وترتفع عن سطح البحر 26 م، يبلغ عدد سكانها 947 نسمة حسب إحصاء المعهد الوطني للإحصاء والدراسات الاقتصادية سنة 2009 م. وترأس Gérard Flament البلدية خلال فترة (2001-2008).